# ФК «Сокол» Саратов в сезоне 2003
Сезон 2003 года стал для ФК «Сокол» 12-м в его истории выступлений в чемпионате России по футболу.

## Команда 2003

### Состав команды
- Список игроков, основного состава футбольного клуба «Сокол» Саратов в сезоне 2003 года[1][2].

| №             | Игрок                 | Гражданство | Дата рождения    | Игры (Ч) | Голы (Ч) | Игры (К) | Голы (К) |
| Вратари       | Вратари               | Вратари     | Вратари          | Вратари  | Вратари  | Вратари  | Вратари  |
| ------------- | --------------------- | ----------- | ---------------- | -------- | -------- | -------- | -------- |
|               | Евгений Плотников     | Россия      | 6 сентября 1972  | 18       | −14      | 1        | −3       |
|               | Платон Захарчук       | Россия      | 10 сентября 1972 | 23       | −21      | 1        | −2       |
|               | Вячеслав Звягин       | Россия      | 19 февраля 1971  | 2        | -1       | —        | —        |
| Защитники     |                       |             |                  |          |          |          |          |
|               | Дмитрий Бугаков       | Россия      | 19 июня 1979     | 37       | 3        | 1        | —        |
|               | Олег Мусин            | Казахстан   | 12 января 1975   | 17       | —        | 1        | —        |
|               | Вадим Гарин           | Россия      | 14 декабря 1979  | 19       | —        | —        | —        |
|               | Александр Храпковский | Беларусь    | 12 марта 1975    | 31       | 1        | 2        | 1        |
|               | Альберт Борзенков     | Россия      | 3 января 1973    | 37       | 3        | 2        | —        |
|               | Александр Ковалёв     | Россия      | 13 мая 1980      | 4        | —        | 1        | —        |
|               | Дмитрий Ляпкин        | Казахстан   | 15 сентября 1976 | 29       | 1        | 1        | —        |
|               | Артём Челядинский     | Россия      | 29 декабря 1977  | 25       | 1        | 2        | —        |
| Полузащитники |                       |             |                  |          |          |          |          |
|               | Юрий Бавыкин          | Россия      | 31 марта 1973    | 13       | —        | —        | —        |
|               | Александр Жидков      | Россия      | 9 апреля 1966    | 21       | 2        | —        | —        |
|               | Виталий Самойлов      | Украина     | 1 марта 1975     | 13       | —        | 1        | —        |
|               | Магомед Адиев         | Россия      | 30 июня 1977     | 6        | —        | 1        | —        |
|               | Сергей Епуряну        | Молдова     | 12 сентября 1976 | 29       | 1        | —        | —        |
|               | Владислав Дуюн        | Украина     | 9 мая 1977       | 29       | 3        | 1        | —        |
|               | Вячеслав Запояска     | Украина     | 24 августа 1980  | 24       | —        | 2        | —        |
|               | Беслан Аджинджал      | Россия      | 22 июня 1974     | 20       | 4        | 1        | —        |
|               | Антон Гребнев         | Россия      | 16 мая 1984      | 6        | —        | 1        | —        |
|               | Максим Григорьев      | Россия      | 13 октября 1983  | 2        | —        | —        | —        |
|               | Гизо Джеладзе         | Грузия      | 17 мая 1975      | 13       | 4        | 1        | —        |
|               | Владислав Прудиус     | Украина     | 22 июня 1973     | 4        | —        | 1        | —        |
|               | Андрей Рябых          | Россия      | 24 декабря 1978  | 15       | —        | —        | —        |
|               | Алексей Трипутень     | Россия      | 6 июля 1982      | 11       | —        | —        | —        |
|               | Андрей Цаплин         | Россия      | 22 января 1977   | 29       | 1        | 1        | —        |
| Нападающие    |                       |             |                  |          |          |          |          |
|               | Михаил Никитин        | Россия      | 26 ноября 1971   | 22       | 2        | 2        | —        |
|               | Андрей Федьков        | Россия      | 4 июля 1971      | 36       | 16       | 2        | 1        |
|               | Леонид Маркевич       | Россия      | 15 августа 1973  | 15       | 2        | —        | —        |
|               | Евгений Тарасов       | Казахстан   | 25 марта 1979    | 12       | —        | —        | —        |
|               | Пётр Качуро           | Беларусь    | 2 августа 1972   | 17       | 7        | —        | —        |
|               | Евгений Рагоза        | Россия      | 11 января 1979   | 8        | 1        | —        | —        |

## Первый дивизион ПФЛ 2003
Основная статья: Первый дивизион ПФЛ 2003

### Результаты матчей
| 29 марта 1-й тур | Локомотив | 0:1 (0:1) | Сокол       | Чита                                                                    |
| |           | [ 3 ]     | 39′ Федьков | Стадион: «Локомотив» (+3 °) Зрителей: 7800 Судья: Сергеев (Новосибирск) |
| Локомотив: Морев, Кочкаев (Сухарев, 67), Арчвадзе (Рябуха, 67), Швецов, Бодялов, Памуков, Крейсман, Семакин, Гармашов (Мордвинов, 72), Макиенко, Джинчарадзе Сокол: Плотников, Ляпкин, Бугаков (Челядинский, 74), Гарин, Адиев (Маркевич, 70), Борзенков, Прудиус, Дуюн (Жидков, 90), Никитин (Самойлов, 80), Запояска, Федьков |           |           |             |                                                                         |

| 1 апреля 2-й тур | СКА-Энергия | 1:0 (1:0) | Сокол | Москва                                                             |
| | Лоц 34′     | [ 4 ]     |       | Стадион: «Лужники» (0 °) Зрителей: 100 Судья: Веселовский (Москва) |
| СКА-Энергия: Дикань, Кирюхин, Лоц, Зайцев, Лапа, Олейник (Ильченко, 90+1), Тюменцев, Кармазиненко (Осташов, 75), Поддубский, Коробченко, Живновицкий (Черенков, 74. Козлов, 84) Сокол: Плотников, Борзенков, Гарин, Бугаков (Бавыкин, 57), Ляпкин, Запояска, Дуюн, Адиев, Прудиус (Челядинский, 64), Никитин (Григорьев, 54), Федьков (Маркевич, 65) |             |           |       |                                                                    |

| 7 апреля 3-й тур | Сокол | 0:0 (0:0) | Металлург Лп | Саратов                                    |
| |       | [ 5 ]     |              | Стадион: «Локомотив» (+8 °) Зрителей: 9000 |
| Сокол: Плотников, Ляпкин, Бугаков, Запояска, Храпковский, Борзенков (Дуюн, 46), Гарин, Прудиус (Самойлов, 11), Никитин (Тарасов, 70), Адиев (Маркевич, 82), Федьков Металлург Лп: Саная, Давыдов, Чумаченко, Долматов, Захаренко, Морочко, Кушнир (Зезин, 88), Жуковский, Угаров, Воронков (Зизилев, 90), Петухов |       |           |              |                                            |

| 10 апреля 4-й тур | Сокол | 1:0 (1:0) | Факел-Воронеж | Саратов                                                         |
| |       | [ 6 ]     |               | Стадион: «Локомотив» (+1 °) Зрителей: 7500 Судья: Гончар (Сочи) |
| Сокол: Плотников, Ляпкин, Запояска, Бавыкин, Храпковский, Борзенков, Гарин, Адиев (Никитин, 46), Маркевич, Самойлов (Тарасов, 70), Федьков Факел-Воронеж: Чеснаков, Щеголев, Алякринский, Куприянов, Морозов, Иванов, Дегтярев, Амиров, Джорджевич, Елышев, Алхимов |       |           |               |                                                                 |

| 16 апреля 5-й тур | Томь                                                                               | 2:1 (2:0) | Сокол        | Томск                                                            |
| | Передня 5′ · Студзинский 21′ · Нереализованный пенальти: Студзинский, 47 (вратарь) | [ 7 ]     | 60′ Маркевич | Стадион: «Труд» (-1 °) Зрителей: 15 000 Судья: Баскаков (Москва) |
| Томь: Жидков, Годунок, Исайченко, Рехтин, Фамильцев, Павлюкович, Шутов (Харитонов, 64), С.Скобляков, Студзинский, Передня (Вишневский, 88), Себелев (Лагун, 64) Сокол: Плотников, Храпковский, Борзенков, Челядинский (Самойлов, 59), Бавыкин (Никитин, 46), Ляпкин, Запояска, Гарин, Адиев, Маркевич, Федьков |                                                                                    |           |              |                                                                  |

| 19 апреля 6-й тур | Металлург-Кузбасс              | 2:2 (1:0) | Сокол                         | Новокузнецк                                |
| | Лидрик 36′ (пен.) · Егунов 49′ | [ 8 ]     | 54′ Никитин · 67′ Челядинский | Стадион: «Металлург» (+6 °) Зрителей: 7000 |
| Металлург-Кузбасс: Дусманов, Осколков, Момотов, Макушев, Журавлев, Ашурбеков, Марков (Лянге, 65), Кавецкий, Лидрик, Тихоньких (Борель, 59), Егунов Сокол: Плотников, Маркевич, Храпковский, Борзенков, Челядинский, Федьков (Тарасов, 66), Прудиус (Гарин, 52), Запояска (Самойлов, 46), Бавыкин, Ляпкин, Адиев (Никитин, 46) |                                |           |                               |                                            |

| 25 апреля 7-й тур | Сокол       | 1:0 (1:0) | Терек | Саратов                                                                   |
| | Никитин 26′ | [ 9 ]     |       | Стадион: «Локомотив» (+13 °) Зрителей: 7000 Судья: Галимов (Екатеринбург) |
| Сокол: Плотников, Маркевич (Дуюн, 63), Храпковский, Борзенков, Челядинский, Федьков, Самойлов, Жидков (Гарин, 25), Бавыкин, Ляпкин (Бугаков, 46), Никитин Терек: Усминский, Шмарко, Гайсумов, Гублия, Боков, Коваленко, Липко, Мацюра (Мазаев, 65), Шипилов (Идигов, 78), Зернов, Гребеножко |             |           |       |                                                                           |

| 28 апреля 8-й тур | Сокол | 0:0 (0:0) | Спартак Нч | Саратов                                                                    |
| |       | [ 10 ]    |            | Стадион: «Локомотив» (+5 °) Зрителей: 7200 Судья: Иванов (Санкт-Петербург) |
| Сокол: Плотников, Маркевич, Гарин, Борзенков (Жидков, 20), Челядинский, Федьков, Самойлов, Запояска, Бавыкин, Тарасов, Бугаков Спартак Нч: Кращенко, Деменко, Хуако, Ягодкин, Варламов, Енин, Сиверчук, Коваленко (Егоров, 61), Мостовой, Скворцов, Дзамихов (Машуков, 77. Остривний, 88) |       |           |            |                                                                            |

| 5 мая 9-й тур | Анжи                     | 2:0 (2:0) | Сокол | Махачкала                                                                       |
| | Савельев 4′ · Будунов 8′ | [ 11 ]    |       | Стадион: «Динамо» (+19 °) Зрителей: 7000 Судья: Тарас Безубяк (Санкт-Петербург) |
| Анжи: Армишев, Гордеев, Стойкович, Бабич, Мжаванадзе (Цхададзе, 86), Тетрадзе, Агаларов, Никулин (Лихобабенко, 87), Савельев, Лахиялов (Баматов, 65), Будунов Сокол: Плотников (Звягин, 14), Храпковский, Гарин (Маркевич, 46. Бавыкин, 69), Ляпкин, Челядинский, Федьков (Тарасов, 61), Самойлов, Никитин, Бугаков, Жидков, Цаплин |                          |           |       |                                                                                 |

| 8 мая 10-й тур | Кубань | 0:0 (0:0) | Сокол | Краснодар                                                                     |
| |        | [ 12 ]    |       | Стадион: «Кубань» (+15 °) Зрителей: 22 000 Судья: Михаил Веселовский (Москва) |
| Кубань: Перов, Шкапенко, Тонга, Матьола, Селин, Кантонистов, Топчу, Калешин, Лысенко (Окорочков, 65), Герасименко (Олейник, 26), Ермак Сокол: Плотников, Храпковский, Гарин, Маркевич, Челядинский, Федьков (Никитин, 60), Запояска (Самойлов, 46), Тарасов, Бугаков, Жидков (Дуюн, 70), Цаплин |        |           |       |                                                                               |

| 14 мая 11-й тур | Сокол | 0:0 (0:0) | Балтика | Саратов                                                                    |
| |       | [ 13 ]    |         | Стадион: «Локомотив» (+21 °) Зрителей: 6000 Судья: Сергей Марушко (Самара) |
| Сокол: Плотников, Храпковский, Гарин, Маркевич (Никитин, 66), Челядинский, Федьков, Ляпкин, Цаплин (Бавыкин, 60), Бугаков (Самойлов, 81), Жидков, Епуряну (Тарасов, 75) Балтика: Королев, Киселев, Джеладзе, Гибадуллин, Горбачев, Соколов, Дементьев, Дорофеев, Кочерга, Мустафин, Погребняк |       |           |         |                                                                            |

| 17 мая 12-й тур | Сокол | 0:2 (0:1) | Динамо СПб             | Саратов                                                                    |
| |       | [ 14 ]    | 10′ Панов · 70′ Орещук | Стадион: «Локомотив» (+13 °) Зрителей: 4000 Судья: Михаил Ходырев (Москва) |
| Сокол: Плотников, Гарин, Бугаков, Храпковский, Епуряну, Челядинский (Самойлов, 54), Жидков, Тарасов (Никитин, 46), Цаплин (Бавыкин, 72), Ляпкин, Федьков (Григорьев, 81) Динамо СПб: Дьяконов, Семенов, Лаврик, Лепехин, Чайка (Переменин, 72), Басков, Кондрашов, Лунин, Солнцев, Панов (Орещук, 70), Мелешин |       |           |                        |                                                                            |

| 24 мая 13-й тур | Амкар      | 1:0 (0:0) | Сокол                                       | Пермь                                                                     |
| | Бахтин 72′ | [ 15 ]    | Нереализованный пенальти: Жидков, 40 (мимо) | Стадион: «Звезда» (+18 °) Зрителей: 10 200 Судья: Сергей Гусев (Тобольск) |
| Амкар: Степанов, Поворов, Попов, Хузин, Пятибратов (Васильев, 63), Бахтин (Черенчиков, 82), Савочкин, Генич (Волков, 63), Кобенко, Парамонов, Диденко (Хайрулин, 63) Сокол: Плотников, Бугаков, Храпковский (Самойлов, 74), Борзенков, Челядинский, Жидков (Цаплин, 43), Дуюн, Ляпкин, Епуряну, Никитин (Тарасов, 28), Федьков |            |           |                                             |                                                                           |

| 27 мая 14-й тур | Урал | 0:0 (0:0) | Сокол | Екатеринбург                                                    |
| |      | [ 16 ]    |       | Стадион: «Уралмаш» (+22 °) Зрителей: 4000 Судья: Лукин (Москва) |
| Урал: Коростелев, Аверьянов, Шалагин, Ратничкин, Данилов, Бушманов (Фоменко, 81), Вершинин, Галимов, Алексеев, Марков (Овсянников, 61, Ямлиханов, 80), Хрустовский Сокол: Плотников, Гарин, Челядинский (Самойлов, 46, Запояска, 66), Жидков (Цаплин, 72), Храпковский, Бугаков, Дуюн, Епуряну, Ляпкин, Федьков, Тарасов (Никитин, 82) |      |           |       |                                                                 |

| 5 июня 16-й тур | Волгарь-Газпром | 1:0 (1:0) | Сокол | Астрахань                                                                                                 |
| | Фоменко 11′     | [ 17 ]    |       | Стадион: Центральный стадион «Волгарь-Газпром» (+17 °) Зрителей: 6000 Судья: Алексей Тюмин (Новочеркасск) |
| Волгарь-Газпром: Соловьев, Чебураев, Гражюнас, Прокопенко, Шарипов, Мацигура, Зиновьев, Абрамов, Какосьян (Цацкин, 61), Бабаян (Гурбанов, 69), Фоменко (Кенкишвили, 88) Сокол: Звягин, Борзенков, Гарин, Дуюн (Бавыкин, 65), Челядинский, Федьков, Ляпкин (Никитин, 55), Запояска, Бугаков, Цаплин (Жидков, 71), Епуряну (Качуро, 78) |                 |           |       | |

| 12 июня 17-й тур | Сокол                    | 2:1 (0:1) | Лада       | Саратов                                                             |
| | Епуряну 67′ · Качуро 70′ | [ 18 ]    | 21′ Сербин | Стадион: «Локомотив» (+14 °) Зрителей: 5000 Судья: Матюнин (Москва) |
| Сокол: Плотников, Борзенков, Гарин (Цаплин, 46), Дуюн, Жидков, Федьков (Качуро, 57), Ляпкин, Тарасов (Никитин, 57), Бугаков, Мусин (Запояска, 46), Епуряну Лада: Барсуков, Засеев, Гермашов, И.Калешин, Дудник, Глущенко, Кустов, Е.Калешин, Жданов (Меклонян, 62), Шевченко (Господарь, 80), Сербин (Чуравцев, 72) |                          |           |            |                                                                     |

| 15 июня 18-й тур | Сокол                                 | 3:0 (1:0) | Лисма-Мордовия | Саратов                                                         |
| | Бугаков 9′ · Жидков 55′ · Федьков 66′ | [ 19 ]    |                | Стадион: «Локомотив» (+11 °) Зрителей: 5000 Судья: Лушин (Сочи) |
| Сокол: Плотников, Борзенков, Челядинский (Запояска, 68), Дуюн, Жидков (Цаплин, 75), Федьков, Ляпкин, Никитин (Качуро, 60), Бугаков, Мусин, Епуряну (Маркевич, 88) Лисма-Мордовия: Чиненов, Храмцов, Жуненко, Орлов, Редькин, Бурлаченко, Губанов (Никулкин, 73), Тимофеев (Чупин, 73), Веретенников, Бабенко (Тузиков, 21), Бородин (Попов, 68) |                                       |           |                |                                                                 |

| 22 июня 19-й тур | Нефтехимик               | 2:2 (2:0) | Сокол                    | Нижнекамск                                                                      |
| | Лебедков 15′ · Ионов 21′ | [ 20 ]    | 62′ Жидков · 87′ Федьков | Стадион: «Нефтехимик» (+18 °) Зрителей: 2000 Судья: Александр Колобаев (Москва) |
| Нефтехимик: Игошин, Кирильчик, Ефремов, Орешников, Максимчук (Харабара, 64), Лебедков (Морозов, 78), Ахметзянов, Копылов, Ионов, Ульяницкий, Кирсанов (Будылин, 46) Сокол: Плотников, Борзенков, Челядинский, Дуюн, Жидков, Федьков, Ляпкин, Никитин (Качуро, 46), Бугаков, Мусин, Епуряну |                          |           |                          |                                                                                 |

| 25 июня 20-й тур | Газовик-Газпром | 1:6 (0:1) | Сокол                                              | Ижевск |
| | Паунежев 75′    | [ 21 ]    | 10′ 62′ 66′ Федьков · 70′ 90′ Качуро · 73′ Бугаков | Стадион: Центральный республиканский стадион «Газовик-Газпром» (+19 °) Зрителей: 4000 Судья: Владимир Петтай (Петрозаводск) |
| Газовик-Газпром: Баранов, Ложкин (Жданов, 46), Пятикопов, Дубровских, Шмелко (Завьялов, 54), М.Петруш, Зиновьев, Кобозев, Романов, Сюрсин (Лычкин, 33), Бурдин (Паунежев, 57) Сокол: Плотников, Борзенков, Бавыкин, Дуюн, Храпковский (Челядинский, 46), Федьков Никитин, 71), Цаплин, Тарасов (Качуро, 33), Бугаков, Мосин, Епуряну (Маркевич, 70) |                 |           |                                                    | |

| 2 июля 21-й тур | Сокол                                                                      | 3:0 (2:0) | Кристалл | Саратов                                                                   |
| | Федьков 2′ 62′ · Качуро 15′ · Нереализованный пенальти: Федьков, 56 (мимо) | [ 22 ]    |          | Стадион: «Локомотив» (+21 °) Зрителей: 7200 Судья: Альмир Каюмов (Москва) |
| Сокол: Захарчук, Борзенков, Бавыкин, Дуюн, Храпковский, Федьков (Жидков, 65), Цаплин, Качуро (Никитин, 46), Бугаков (Запояска, 65), Мусин, Епуряну( Маркевич, 46) Кристалл: Семенов, Выходил, Булатов, Аксенов, Гунько, Шишкин (Бритов, 68), Филиппенков, Магдиев, Бойков (Коломийченко, 26), Митрофанов, Антипенко (Соляник, 63) |                                                                            |           |          |                                                                           |

| 5 июля 22-й тур | Сокол       | 1:0 (0:0) | Химки | Саратов                                                                         |
| | Федьков 46′ | [ 23 ]    |       | Стадион: «Локомотив» (+30 °) Зрителей: 7700 Судья: Сергей Андреев (Новосибирск) |
| Сокол: Захарчук, Борзенков, Бугаков, Челядинский, Цаплин, Мусин (Запояска, 67), Федьков, Бавыкин (Гарин, 84), Дуюн, Епуряну, Качуро (Никитин, 65) Химки: Рожков, Агаев, Баркалов, Машкарин, Козлов, Щеглов (Шуленин, 56), Макаров (Ковардаев, 77), Старков (Булатов, 61), Буда (Лосев, 37), Швецов, Киселев |             |           |       |                                                                                 |

| 19 июля 23-й тур | Металлург Лп | 0:0 (0:0) | Сокол | Липецк                                                             |
| |              | [ 24 ]    |       | Стадион: «Металлург» (+23 °) Зрителей: 9000 Судья: Бычков (Москва) |
| Металлург Лп: Епифанов, Давыдов, Чумаченко, Лазарев, Прошин (Вековищев, 79), Морочко, Захаренко (Зезин, 67), Зизилев (Долматов, 56), Угаров, Петухов, Жуковский (Акимов, 63) Сокол: Захарчук, Борзенков, Аджинджал, Дуюн, Храпковский, Трипутень, Ковалёв (Цаплин, 46. Челядинский, 85), Качуро (Рагоза, 46), Бугаков, Мусин, Епуряну |              |           |       |                                                                    |

| 22 июля 24-й тур | Факел-Воронеж             | 2:1 (0:1) | Сокол                | Воронеж                                                                                             |
| | Дегтярев 61′ · Елышев 78′ | [ 25 ]    | 41′ (пен.) Аджинджал | Стадион: «Центральный стадион профсоюзов» (+28 °) Зрителей: 10 000 Судья: Семенов (Санкт-Петербург) |
| Факел-Воронеж: Кабанов, Щеголев, Алякринский, Соколов, Куприянов, Морозов (Йокшас, 46), Иванов, Дегтярев, Елышев (Джорджевич, 83), Амиров (Бычков, 90), Алхимов Сокол: Захарчук, Борзенков, Аджинджал, Дуюн, Храпковский, Трипутень, Ковалёв (Рагоза, 66), Челядинский, Федьков, Мусин, Епуряну |                           |           |                      | |

| 28 июля 25-й тур | Сокол | 0:0 (0:0) | Томь | Саратов                                                             |
| |       | [ 26 ]    |      | Стадион: «Локомотив» (+27 °) Зрителей: 7100 Судья: Захаров (Москва) |
| Сокол: Захарчук, Мусин (Гарин, 48), Борзенков, Аджинджал, Бугаков, Храпковский, Трипутень, Ковалёв, Качуро (Рагоза, 64), Федьков, Епуряну (Ляпкин, 46) Томь: Жидков, Годунок, Фамильцев, Рехтин, Яскович, Лагун, Силютин, С.Скобляков (Харитонов, 84), Передня (Вишневский, 82), Студзинский (Кандалинцев, 67), Д.Скобляков (Аутлев, 70) |       |           |      |                                                                     |

| 31 июля 26-й тур | Сокол       | 1:0 (0:0) | Металлург-Кузбасс | Саратов                                                                     |
| | Бугаков 71′ | [ 27 ]    |                   | Стадион: «Локомотив» (+20 °) Зрителей: 6100 Судья: Эдуард Малый (Волгоград) |
| Сокол: Захарчук, Борзенков, Аджинджал, Бугаков, Храпковский, Трипутень, Дуюн, Качуро (Епуряну, 46), Федьков, Челядинский, Ляпкин Металлург-Кузбасс: Шпаков, Момотов (Бровченко, 83), Осколков, Щиголев, Ещенко, Лянге, Кавецкий (Марков, 77), Лидрик, Ешкин, Тихоньких, Егунов |             |           |                   |                                                                             |

| 7 августа 27-й тур | Терек      | 1:0 (1:0) | Сокол | Лермонтов                                                              |
| | Идигов 32′ | [ 28 ]    |       | Стадион: «Бештау» (+26 °) Зрителей: 1700 Судья: Сергей Тимофеев (Азов) |
| Терек: Усминский, Шмарко, Гайсумов, Гублия, Боков, Камнев, Шипилов, Идигов (Зернов, 63. Джабраилов, 81), Самарони, Байрамов, Коваленко Сокол: Захарчук, Бугаков, Борзенков, Трипутень (Дуюн, 34), Федьков, Епуряну (Качуро, 74), Аджинджал, Маркевич, Рябых (Храпковский, 15), Цаплин, Ляпкин (Челядинский, 71) |            |           |       |                                                                        |

| 10 августа 28-й тур | Спартак Нч  | 1:1 (0:0) | Сокол      | Нальчик                                                                                             |
| | Машуков 65′ | [ 29 ]    | 69′ Качуро | Стадион: Республиканский стадион «Спартак» (+30 °) Зрителей: 3000 Судья: Юрий Чеботарёв (Краснодар) |
| Спартак Нч: Кращенко, Деменко (Коваленко, 66), Кудаев, Варламов, Енин, Фоменко, Мостовой, Скворцов, Егоров (Ашибоков, 35), Ягодкин, Дзамихов (Машуков, 55) Сокол: Захарчук, Бугаков,Храпковский, Борзенков, Дуюн, Федьков, Епуряну (Рябых, 71), Гарин, Аджинджал, Ляпкин, Качуро (Гребнев, 87) |             |           |            | |

| 17 августа 29-й тур | Сокол       | 1:3 (1:1) | Анжи                                     | Саратов                                                                    |
| | Федьков 27′ | [ 30 ]    | 34′ Никулин · 49′ Будунов · 88′ Стрелков | Стадион: «Локомотив» (+18 °) Зрителей: 7000 Судья: Александр Гончар (Сочи) |
| Сокол: Захарчук, Бугаков, Храпковский, Борзенков, Дуюн, Рябых, Цаплин, Качуро (Гребнев, 64), Федьков (Никитин, 82), Епуряну (Трипутень, 67), Гарин (Мусин, 46) Анжи: Армишев, Гордеев, Мжаванадзе, Цхададзе, Акаев (Бабич, 77), Тетрадзе, Никулин, Агаларов, Стрелков (Алексеев, 90), Лахиялов (Янбаев, 82), Будунов |             |           |                                          |                                                                            |

| 20 августа 30-й тур | Сокол                       | 3:0 (2:0) | Кубань | Саратов                                                            |
| | Федьков 8′ · Качуро 30′ 55′ | [ 31 ]    |        | Стадион: «Локомотив» (+20 °) Зрителей: 7000 Судья: Иванов (Москва) |
| Сокол: Захарчук, Цаплин, Бугаков, Борзенков, Аджинджал, Рябых (Ковалёв, 85), Епуряну (Дуюн, 59), Джеладзе, Запояска, Качуро (Никитин, 78), Федьков (Гребнев, 88) Кубань: Перов, Демин, Тонга, Снытко, Ушенин, Топчу, Селин, Лысенко (Матьола, 28), Окорочков (Кантонистов, 46), Ермак (Герасименко, 90), Бианг (Олейник, 68) |                             |           |        |                                                                    |

| 28 августа 31-й тур | Балтика                                        | 3:2 (1:0) | Сокол                    | Калининград                                                             |
| | Борзенков 29′ (авт.) · Фиев 49′ · Власичев 76′ | [ 32 ]    | 60′ Аджинджал · 78′ Дуюн | Стадион: «Балтика» (+18 °) Зрителей: 7500 Судья: Макаров (Великие Луки) |
| Балтика: Рогачев, Киселев, Джеладзе, Соколов, Восканян (Власичев, 64), Дементьев, Погребняк, Гибадуллин, Мустафин, Фиев, Дорофеев (Сидоров, 46) Сокол: Захарчук, Мусин (Трипутень, 69), Бугаков, Храпковский, Борзенков, Федьков, Епуряну (Запояско, 52), Аджинджал, Рябых (Дуюн, 31), Цаплин, Качура (Гребнев, 61) |                                                |           |                          |                                                                         |

| 31 августа 32-й тур | Динамо СПб                                            | 4:2 (2:2) | Сокол                                                                           | Санкт-Петербург                                                             |
| | Михайлов 17′ · Лаврик 41′ · Кондрашов 54′ · Панов 90′ | [ 33 ]    | 10′ Дуюн · 30′ Борзенков · Нереализованный пенальти: Б. Аджинджал, 63 (вратарь) | Стадион: «Петровский» (+14 °) Зрителей: 800 Судья: Егоров (Нижний Новгород) |
| Динамо СПб: Дьяконов, Жуков, Кондрашов, Семенов, Лунин, Михайлов, Лаврик, Басков, Чайка (Лебединцев, 46), Мелешин, Панов Сокол: Захарчук, Бугаков,Храпковский, Цаплин, Ляпкин, Борзенков, Дуюн, Трипутень (Епуряну, 71), Г. Джеладзе, Б. Аджинджал, Качуро |                                                       |           |                                                                                 |                                                                             |

| 7 сентября 33-й тур | Сокол | 0:0 (0:0) | Амкар | Саратов                                                           |
| |       | [ 34 ]    |       | Стадион: «Локомотив» (+7 °) Зрителей: 1150 Судья: Куница (Майкоп) |
| Сокол: Захарчук, Бугаков, Борзенков, Дуюн (Мусин, 46), Трипутень (Гребнев, 21. Запояска, 62), Аджинджал, Джеладзе (Епуряну, 79), Рябых, Цаплин, Ляпкин, Качуро Амкар: Степанов, Поворов, Попов, Пятибратов, Хузин, Кобенко (Савочкин, 64), Бахтин, Генич, Митин, Парамонов (Диденко, 90), Волков (Суродин, 46) |       |           |       |                                                                   |

| 11 сентября 34-й тур | Сокол | 0:0 (0:0) | Урал | Саратов                                                             |
| |       | [ 35 ]    |      | Стадион: «Локомотив» (+13 °) Зрителей: 3000 Судья: Кабаков (Москва) |
| Сокол: Захарчук, Мусин, Бугаков, Борзенков, Дуюн, Епуряну, Аджинджал, Джеладзе, Рябых (Запояска, 80), Цаплин, Ляпкин Урал: Сметанин, Малыгин, Дуров, Аверьянов, Решетников, Рязанцев, Низамутдинов (Шамрай, 80), Фетисов, Сальников (Данилов, 90), Вершинин (Поляруш, 86), Алексеев |       |           |      |                                                                     |

| 17 сентября 35-й тур | Сокол                                                     | 4:1 (2:0) | Волгарь-Газпром         | Саратов                                                                    |
| | Аджинджал 25′ · Джеладзе 40′ · Рагоза 48′ · Борзенков 61′ | [ 36 ]    | 70′ (пен.) Паулу Эмилиу | Стадион: «Локомотив» (+19 °) Зрителей: 4000 Судья: Фурса (Санкт-Петербург) |
| Сокол: Захарчук, Бугаков (Трипутень, 81), Храпковский, Борзенков, Рагоза, Епуряну (Запояска, 30), Аджинджал, Джеладзе, Рябых, Цаплин (Мусин, 35), Ляпкин (Жидков, 66) Волгарь-Газпром: Ледовских, Гражюнас, Ионов, Мацигура (Троян, 56), Бритов (Черногаев, 40), Булатов, Фоменко (Паулу Эмилиу, 64), Бабаян, Аверьянов, Зиновьев, Кулев (Панферов, 45) |                                                           |           |                         |                                                                            |

| 27 сентября 37-й тур | Лада | 0:2 (0:0) | Сокол                                   | Тольятти                                                                |
| |      | [ 37 ]    | 79′ (пен.) Ляпкин · 90′ (пен.) Джеладзе | Стадион: «Торпедо» (+18 °) Зрителей: 700 Судья: Букин (Санкт-Петербург) |
| Лада: Барсуков, Бакулин, Мысин, Господарь, Ершов, Давыдов (Петренко, 46), Шевченко (Машистов, 53), Глущенко, Жданов (Чуравцев, 72), Тетерин, Мелконян (Даньшин, 46) Сокол: Захарчук, Мусин (Епуряну, 75), Бугаков, Храпковский, Борзенков, Рагоза, Аджинджал, Запояска (Жидков, 57), Джеладзе, Цаплин, Ляпкин |      |           |                                         |                                                                         |

| 30 сентября 38-й тур | Лисма-Мордовия                         | 2:1 (1:0) | Сокол           | Саранск                                                                |
| | Веретенников 29′ (пен.) · Никулкин 71′ | [ 38 ]    | 73′ Храпковский | Стадион: «Светотехника» (+15 °) Зрителей: 6000 Судья: Сергеев (Москва) |
| Лисма-Мордовия: Чиненов, Кураев, Кондаков, Лушкин (Хомутецкий, 76), Абрамов, Веретенников, Редькин, Попов(Бородин, 46), Губанов (Никулкин, 62), Бурлаченко, Тузиков (Бабенко, 46) Сокол: Захарчук, Мусин, Храпковский, Борзенков, Рагоза, Федьков, Аджинджал, Джеладзе, Рябых (Епуряну, 82), Цаплин, Ляпкин |                                        |           |                 |                                                                        |

| 7 октября 39-й тур | Сокол | 0:0 (0:0) | Нефтехимик | Саратов                                                         |
| |       | [ 39 ]    |            | Стадион: «Локомотив» (+18 °) Зрителей: 2500 Судья: Лушин (Сочи) |
| Сокол: Захарчук, Мусин (Запояска, 53), Бугаков (Рагоза, 82), Храпковский, Борзенков, Федьков, Аджинджал (Дуюн, 42), Джеладзе, Рябых (Епуряну, 46), Цаплин, Ляпкин Нефтехимик: Коваленко, Федоренко, Кирильчик, Орешников, Ситчихин, Лебедков, Ахметзянов, Копылов, Колотилко, Харабара (Максимчук, 87), Бакаев (Будылин,77) |       |           |            |                                                                 |

| 10 октября 40-й тур | Сокол       | 1:1 (0:0) | Газовик-Газпром | Саратов                                                                |
| | Федьков 68′ | [ 40 ]    | 49′ Лычкин      | Стадион: «Локомотив» (+17 °) Зрителей: 3000 Судья: Трофименко (Самара) |
| Сокол: Захарчук, Бугаков, Храпковский, Борзенков, Рагоза (Епуряну, 46), Трипутень (Рябых, 20), Аджинджал, Джеладзе, Цаплин (Жидков, 80), Ляпкин, Федьков Газовик-Газпром: Баранов, Шмелко, Ложкин, Ронжин (Сергеев, 71), Хакимов (Надь, 90), Дубровских, Зиновьев, Кобозев, Пятикопов, Жданов (Завьялов, 79), Лычкин (Бурдин, 85) |             |           |                 |                                                                        |

| 18 октября 41-й тур | Кристалл                    | 2:4 (2:2) | Сокол                                                          | Смоленск                                                            |
| | Корчагин 7′ · Кожемякин 21′ | [ 41 ]    | 12′ Федьков · 41′ Цаплин · 70′ (пен.) Джеладзе · 89′ Борзенков | Стадион: «Спартак» (+5 °) Зрителей: 500 Судья: Резников (Ярославль) |
| Кристалл: Тихонов, Пилипко, Крупенин, Серенков, Ивлев (Соляник, 46), Гаврилов, Галенкин, Корчагин, Калашник, Кожемякин, Зелепукин Сокол: Захарчук, Бугаков, Храпковский, Борзенков, Дуюн, Федьков, Епуряну (Челядинский, 72), Аджинджал, Джеладзе, Рябых (Жидков, 68), Цаплин |                             |           |                                                                |                                                                     |

| 21 октября 42-й тур | Химки | 0:3 (0:1) | Сокол                                 | Химки                                                             |
| |       | [ 42 ]    | 10′ 65′ Федьков · 63′ (пен.) Джеладзе | Стадион: «Новатор» (+6 °) Зрителей: 2500 Судья: Курбанов (Абакан) |
| Химки: Саморуков, Машкарин, Выходил, Агаев, Швецов, Козлов (Коломийченко, 72), Баркалов, Старков (Лосев, 63), Макаров, Телегин (Ковардаев, 68), Кагазежев (Булатов, 82) Сокол: Захарчук, Бугаков, Храпковский, Борзенков, Жидков (Челядинский, 79), Дуюн, Федьков, Аджинджал, Джеладзе (Запояска, 86), Рябых, Цаплин |       |           |                                       |                                                                   |

| 29 октября 43-й тур | Сокол                    | 2:1 (1:1) | Локомотив Чт    | Саратов                                                            |
| | Дуюн 35′ · Аджинджал 48′ | [ 43 ]    | 13′ Джинчарадзе | Стадион: «Локомотив» (+2 °) Зрителей: 2700 Судья: Дорошенко (Ейск) |
| Сокол: Захарчук, Храпковский, Борзенков, Жидков, Дуюн (Челядинский, 87), Федьков, Аджинджал, Джеладзе, Рябых (Бугаков, 25). Цаплин, Ляпкин(Запояска, 60) Локомотив Чт: Кошелев, Осипов, Арчвадзе, Швецов, Бодялов, Попов, Макиенко, Джинчарадзе (Сухарев, 73), Захаренков (Крейсман, 72), Гармашов (Семакин, 73), Памуков |                          |           |                 |                                                                    |

| 1 ноября 44-й тур | Сокол       | 1:0 (1:0) | СКА-Энергия | Саратов                                                            |
| | Федьков 13′ | [ 44 ]    |             | Стадион: «Локомотив» (+3 °) Зрителей: 3000 Судья: Гусев (Тобольск) |
| Сокол: Захарчук, Бугаков, Храпковский, Борзенков, Жидков, Федьков, Аджинджал, Джеладзе (Челядинский, 89), Запояска (Гребнев, 86), Рябых, Цаплин СКА-Энергия: Дикань, Луис, Лоц, Пятенко, Лапа, Кирюхин, Тюменцев, Поддубский, Коробченко, Живновицкий, Кармазиненко (Рыжих, 62) |             |           |             |                                                                    |

## Кубок России

### 1/4 финала
| 19 марта 2003 1/4 финала | Сокол                               | 2:3 (1:2) | Спартак (Москва)                                       | Локомотив, Саратов                           |
| | Храпковский, 28'(пен.) Федьков, 88' | [ 45 ]    | Калиниченко, 7' Павлюченко, 32' Де Пиньо де Соуза, 51' | Зрителей: 13 000 Судья: Евстигнеев (Королёв) |
| Сокол: Плотников, Храпковский, Борзенков, Бугаков, Дуюн, Челядинский (Самойлов, 88'), Ляпкин, Прудиус, Запояска (Адиев 60'), Никитин, Федьков · Спартак (Москва): Баги, Митрески (Ващук, 69'), Кебе, Луизао, Деменко, Смирнов, Баранов, Павленко (Титов, 46'), Калиниченко, Роберт (Андре Диас, 80'), Павлюченко · Прудиус, 15'(C), Запояска, 40'(C) |                                     |           |                                                        |                                              |

### 1/32 финала
| 24 августа 1/32 финала | Анжи            | 2:0 (2:0) | Сокол | Каспийск                                                                         |
| | Алексеев, 10 44 | [ 46 ]    |       | Стадион: Стадион "Хазар" 25 градусов Зрителей: 7500 Судья: Гвардис (Калининград) |
| Анжи: Макаров, Гордеев, Мжаванадзе (Бабич, 46), Рамазанов, Стойкович, Лихобабенко, Савельев, Янбаев, Стрелков (Будунов, 46), Виллер, Алексеев (Магомедов, 74) Сокол: Захарчук, Цаплин, Храпковский, Челядинский, Аджинджал, Мусин, Ковалев (Борзенков, 61), Джеладзе, Запояска, Никитин, Федьков (Гребнев, 76) |                 |           |       |                                                                                  |